# 핏케언 제도의 문장

핏케언 제도의 문장

핏케언 제도의 문장은 1969년 11월 4일에 채택되었다. 그것은 금의 위 가장자리, 금 닻 및은 성경과 동의어의 지점에서 푸른 커튼으로 장식되어 있다. 방패에는 모자가 달린 헬멧과 금과 술로 만든 램 브레킨이 각인되어 있으며, 수레 모양의 크레스트가 돋보이는 밀로 또는 마자구일라 (더스페시아 포풀네아)가 꽃과 함께 나타난다.